# Comuna Masevîci, Rokîtne
Masevîci (în ucraineană Масевичі) este o comună în raionul Rokîtne, regiunea Rivne, Ucraina, formată din satele Buda și Masevîci (reședința).

## Demografie
Componența lingvistică a comunei Masevîci
     Ucraineană (99,64%)
     Alte limbi (0,33%)
Conform recensământului din 2001, majoritatea populației comunei Masevîci era vorbitoare de ucraineană (99,64%), existând în minoritate și vorbitori de alte limbi.